# Tóth György (fotóművész)
Tóth György, névváltozat: ifj. Tóth György (Budapest, 1950. március 2.) fotóművész.

## Életpályája
1972-től  fényképez rendszeresen. 1980-ban  fotós szakmunkás bizonyítványt szerzett; a Geodéziai és Térképészeti Vállalatnál dolgozott, majd 1980-ban a Magyar Televízió fotósa, 1998-tól 2000-ig a fotóosztály vezetője volt. 1979-ben a Magyar Fotóművészek Szövetsége tagja; 1980–86-ban a Fiatal Fotóművészek Stúdiójának tagja, 1983–86-ban a vezetőség tagja; a Magyar Alkalmazott Fotográfusok Kamarája tagja.

## Díjak
- 1994: Balogh Rudolf-díj
- 2008-as év Magyar Fotográfia Nagydíja

## Munkássága

### Egyéni kiállítások
- 1982 • Egy téma megközelítése, Budapesti Műszaki Egyetem R Klub, Budapest (kat.) • Új Ikarusz, Várszínház Galéria, Budapest
- 1983 • Arcok, Fényes Adolf Terem, Budapest (kat.)
- 1985 • Párizs
- 1987 • Amszterdam
- 1988 • Bologna
- 1991 • Denver
- 1992 • Mű-vészek, Dorottya u. Galéria, Budapest
- 1995 • Test-tér, Ludwig Múzeum, Budapest • Kivonatok a Test-tér kiállításból, Gromek Galéria, Győr • Test-tér, Martyn Múzeum, Pécs
- 1997 • Galéria 56, Budapest
- 2000 • Mai Manó Ház, Budapest
- 2007 • Erdész Galéria, Szentendre

### Csoportos kiállítások
- 1980 • II. Esztergomi Fotóbiennálé, Vármúzeum, Esztergom[5]
- 1981 • Fiatal Fotóművészek Stúdiója kiállítás, Dortmund
- 1982 • III. Esztergomi Fotóbiennálé, Vármúzeum, Esztergom[5] • Tény-kép, Műcsarnok, Budapest • Fiatal Fotó 1980 után, Miskolci Galéria
- 1983 • Szociofotó I., Fiatalok, Fényes Adolf Terem, Budapest • Szociofotó III., Környezetképek, Fényes Adolf Terem, Budapest • Szociofotó IV., Ünnepek, Fényes Adolf Terem, Budapest
- 1985 • Ville de Paris, M. d’art Moderne, Párizs • Önkioldó II., Gödöllő • Il nudo nella fotografia dell’est Europa, Accademia Albertina, Torino • Harmadik. Fiatal Fotóművészek Stúdiója kiállítás, Ernst Múzeum, Budapest
- 1987 • Magyar Fotográfia ’87, Műcsarnok, Budapest • Arcok 1985-87, Fotóművészeti Galéria, Budapest • AKT-ok, Vajda LSG, Szentendre • Hedendaagse Hongaarse Fotografie, Canon Photo Galerie, Amszterdam • Hedendaagse Oosteuropese Naaktfotografie, Camera Profoto Rai, Amszterdam
- 1988 • Arcok II. 1985-87, Fotóművészeti Galéria, Budapest
- 1989 • Más-kép, Ernst Múzeum, Budapest
- 1990 • Pia Reyes (Pia Reis), NA-NE Galéria, Budapest • Denver II, Pajta Galéria, Salföld • Kiállítás Miles Davis emlékére, Vajda LSG, Szentendre
- 1993 • Magyar Fotográfia ’93, Vigadó Galéria, Budapest • Hordalék, NA-NE Galéria, Budapest • Művészetek Háza, Pécs
- 1994 • Csoportkép, Vigadó Galéria, Budapest
- 1996 • Kortárs Magyar Fotográfia, Umelecká Beseda, Pozsony
- 1997 • Első Alkotó Csoport Kiállítása, Magyar Ház, Berlin • L’arte della fotografia contemporanea nell’ europe dell’est, Ken Damy G., Brescia

## Kötetei
- Test – tér, 1989–1994; Pelikán, Bp., 1995
- Tóth György; szöveg Beke László, Néray Katalin; Magyar Fotográfiai Múzeum, Kecskemét, 2007